# Malice (comics)
Pour les articles homonymes, voir Malice.
Malice est le nom de plusieurs personnages de fiction évoluant dans l'univers Marvel de la maison d'édition Marvel Comics. La première Malice a été créée en 1974, et le suivant (un homme) en 1977.
La plus notoire reste la mutante Malice, ennemie des X-Men et membre des Maraudeurs, créée par le scénariste Chris Claremont et qui apparaît pour la première fois dans le comic book Uncanny X-Men #214 en 1987.

## Biographie des personnages
Cinq personnages portèrent le nom de Malice.

### Ennemie de la Panthère noire
La première Malice était une servante Wakandaise de Killmonger quand ce dernier voulut s'emparer du trône du Wakanda. Elle combattit la Panthère noire avec Venomm (en), le Baron Macabre (en) et Lord Karnaj.
En 1999, la Dora Milaje Nakia a repris cette identité. Manipulée par le démon Méphisto, elle tomba très amoureuse de T'Challa et tenta de tuer la femme qu'il fréquentait à l'époque. Le roi la bannit du royaume. À la suite d'un crash, elle fut retrouvée par Achebe et torturée. C'est finalement Erik Killmonger qui la sauva et la fit devenir Malice, une implacable tueuse. Elle tua une conquête du roi, Nikki Adams et s'enfuit.

### Ennemi du Ghost Rider
La deuxième personne à porter le nom de Malice était un homme, un criminel cherchant la reconnaissance et l'attention du public. Il incendia un musée de cire, où mourut une femme, puis braqua une banque grâce à ses nombreux gadgets mais fut arrêté par Ghost Rider.

### Entité psionique
Cette Malice est une entité psionique négative qui émergea dans l'esprit de Jane Storm, la Femme invisible, à la suite des manipulations de l'extraterrestre Psycho-Man (en). Elle fut finalement expulsée de son corps par Franklin Richards. L'entité posséda ensuite le corps d'une version alternative de Red Richards (Mister Fantastic) qui fut tué dans la Zone négative.

### Membre des Maraudeurs
Cette version de Malice est une mutante incorporelle faisant partie des Maraudeurs, un groupe d'assassins à la solde de Mister Sinistre. Elle fut un jour piégée dans le corps de Polaris. Contrôlant le corps de l'alliée des X-Men, elle dirigea les Maraudeurs sur le terrain.
Quand Polaris échoua sur la Terre Sauvage, son ennemie Zaladane (en) utilisa les machines du Maître de l'évolution pour neutraliser ses pouvoirs magnétiques, ce qui libéra Malice. La mutante disparut alors.
Elle revint toutefois pour se venger de Polaris et Sinistre, en possédant le corps de Havok. Elle fut apparemment détruite par son ancien employeur.

### Retour
Des années plus tard, Malice refit surface en possédant Karima Shapandar, la Sentinelle Oméga, dissimulée dans un virus informatique dans un courriel. Elle se révèle au grand jour en même temps que d'autres traîtresses, comme Mystique et Lady Mastermind. Le but des nouveaux Maraudeurs était de pister les X-Men jusqu'aux Carnets de Destinée et leur voler.
Dans le crossover Messiah Complex, elle fit partie des Maraudeurs envoyés retrouver le premier né mutant depuis le M-Day. Dans le combat final contre les X-Men, elle fut battue par la jeune Pixie. Karima Shapandar fut alors libérée. On ignore ce que Malice est devenue.

## Pouvoirs et capacités
Malice est une mutante au corps intangible et incorporel. Elle est donc plus ou moins invisible et ne réagit pas aux lois physiques de la même manière qu'un être humain.
En complément de ses pouvoirs, Malice est une bonne combattante.
- Malice peut prendre possession du corps et de l'esprit d'un être humain, si ce dernier est trop faible mentalement pour lui résister. Elle peut utiliser les pouvoirs des mutants comme si c'était les siens.
- Les personnes possédées oublient tout ce qui est arrivé depuis leur possession, ou n'ont que de vagues souvenirs.